# Jardín de la Torre Victoria
El Jardín de la Torre Victoria (Victoria Tower Gardens en inglés) es un parque público a lo largo de la ribera norte del Támesis en Londres. Como su nombre lo sugiere es adyacente a la Torre Victoria en la esquina suroccidental del Palacio de Westminster. El parque se extiende hacia el sur desde el palacio hasta el Puente de Lambeth, entre Millbank y el río, formando parte del Camellón del Támesis.